# Prog på Svenska – Live in Japan
Prog på Svenska - Live in Japan is een livealbum van de Zweedse muziekgroep Änglagård. Zij zette opnamen gemaakt op 15, 16 en 17 maart 2013 in Club Citta te Kawasaki op plaat en brachten het in eigen beheer uit. Op die dagen speelde Änglagård samen met The Crimson Projekct, nadat ze dat al eerder hadden gedaan in Mexico. De muziek van Änglagård werd al langer vergeleken met de complexe muziek van King Crimson van beginjaren zeventig (de muziek die The Crimson Projekct juist niet speelt). De concerten werden gegeven ter promotie van het toen net uitgebracht studioalbum Viljans Öga, dat na een stilte van zestien jaar verscheen. 

## Musici
- Anna Holmgren – dwarsfluit, saxofoon, mellotron, blokfluit, melodica
- Johan Brand: basgitaar, baspedalen, geluidseffecten
- Tord Lindman – gitaar, stem, gong, geluidseffecten
- Erik Hammarström, slagwerk, bekkens, vibrafoon, glockenspiel, buisklokken, grote trom, gong
- Linus Käse – toetsinstrumenten als hammondorgel, Fender Rhodes, Moog etc., sopraansaxofoon en stem

## Muziek
| Nr. | Titel                   | Duur  |
| --- | ----------------------- | ----- |
| 1.  | Introvertus fugu part 1 | 6:59  |
| 2.  | Höstsejd                | 11:29 |
| 3.  | Längtans klocka         | 11:13 |
| 4.  | Jordrök                 | 12:48 |

| Nr. | Titel        | Duur  |
| --- | ------------ | ----- |
| 1.  | Sorgmantel   | 12:40 |
| 2.  | Kung Bore    | 15:20 |
| 3.  | Sista somrar | 16:00 |